# Petru Manoliu
Petru Virgil Manoliu (n. 28 ianuarie 1903, Mihăileni, Botoșani, România – d. 29 ianuarie 1976, București, România) a fost un romancier, eseist, traducător și editor de ziar român. O mare parte a operei sale literare timpurii intră în categoria trăirismului, fiind modelată de lecturi filozofice, marcată de un sentiment de anxietate și de influența lui André Gide. Aceste trăsături culturale au fost completate de activitățile desfășurate în domeniul jurnalismului, care au alternat între contribuțiile la publicațiile de stânga și sprijinirea filozofiei mistice și de extremă dreaptă a lui Nae Ionescu. În timpul celui de-al Doilea Război Mondial, Manoliu a început să scrie ficțiune istorică și a publicat articole anticomuniste și antisovietice în presa românească centrală.
Ca urmare a schimbărilor politice produse după război, Petru Manoliu a fost persecutat și întemnițat de două ori de autoritățile regimului comunist în anii 1950, fiind trimis în lagărul de muncă al șantierului Canalului Dunăre-Marea Neagră. După eliberare, Petru Manoliu nu avea voie să publice, așa că s-a concentrat pe activitatea de traducere și a obținut o recunoaștere națională pentru tălmăcirea în limba română a operelor lui Thomas Mann. El a trăit totuși o viață retrasă și marcată de sărăcie și a continuat să scrie eseuri și pagini de jurnal, care nu au fost însă publicate.

## Biografie

### Tinerețea și debutul
S-a născut în târgul Mihăileni din județul Dorohoi, ca fiu al profesorului Ion Manoliu și al soției sale, Victoria (născută Stavrat). După ce a frecventat școala primară în satul natal, a urmat studii secundare la Botoșani și Iași. S-a înscris apoi la Facultatea de Litere și Filosofie a Universității București, fiind angajat în timpul studenției de Petre P. Negulescu pentru a lucra la Biblioteca Academiei Române. Manoliu a avut contribuții semnificative ca redactor la revista Bilete de papagal (sub conducerea lui Tudor Arghezi) și la ziarul Curentul (între 1930 și 1933) și, în 1931, a editat revista Pământul, cu sediul redacțional la Botoșani.
Acesta a fost începutul unei cariere îndelungate în presă, în care Manoliu a folosit uneori pseudonimele Erasm, Dr. Nicolai Flamel, Petru M., Pet. Man și Arhiman. În jurul anului 1933 a fost însărcinat de Paul Zarifopol să traducă volumul Revolta maselor a lui Ortega y Gasset, publicat în Revista Fundațiilor Regale. Prima sa carte proprie a fost romanul Rabbi Haies Reful din 1935, urmat de romanul Tezaur bolnav (1936). El a publicat, de asemenea, poezii, care au fost inspirate în general din perioadele cele mai deprimante ale vieții sale și care evidențiază influențe puternice din lirica lui Mihai Eminescu.
Acest tip de scrieri îl plasează printre scriitorii care considerau trăirea ca o experiență mistică, o succesiune de frământări revoluționare, gesturi nejustificate și angoase profunde - autorii „noii generații” sau trăiriștii. Animat de ideea unui rol pentru generația sa literară (bazat pe această „nouă spiritualitate” a anilor 1930), a făcut parte dintr-un grup de scriitori care au integrat cultura română într-un context european mai larg, oferindu-i în același timp o dimensiune națională specifică: Mircea Eliade, Emil Cioran, Mihail Sebastian, Anton Holban, Constantin Noica, Mircea Vulcănescu, Nicolae Steinhardt, Petru Comarnescu, Petre Pandrea și Edgar Papu. El a purtat o corespondență enormă cu Cioran și Camil Petrescu și a încercat, de asemenea, să-l implice pe Eliade în dezbateri filozofice, recunoscându-l drept superiorul său intelectual.

### CredințașiLumea Românească
Colaborator, de asemenea, la mai multe ziare și reviste, inclusiv România Literară, Cuvântul și Discobolul, Manoliu este cunoscut în principal pentru activitatea sa la ziarele Credința și Floarea de Foc, editate de Sandu Tudor, periodicele spiritualizate ortodoxe și cu o orientare politică de stânga. A fost redactorul ziarului Credința în perioada 1933–1938, având propria sa rubrică, intitulată Țintar. Manoliu a fost căsătorit cu sora lui Ioan Missir, primarul orașului Botoșani și romancier aspirant, a cărui operă literară a recenzat-o în Credința. Ioan Missir și sora lui erau născuți în Statele Unite ale Americii și aveau origini armene, fiind înrudiți cu criticul literar Petru Th. Missir. 
În timpul cât a redactat ziarul Credința, Manoliu a scris articole care glorificau iraționalismul și criticau vechea școală de critică literară. La Floarea de Foc, el l-a atacat postum pe Titu Maiorescu, conservatorul sceptic, pretinzând că Maiorescu „a mințit lumea” și profețind că el va fi curând uitat. În 2002 filologul Elvira Sorohan a comentat: „[articolul era] rizibil, dacă ținem cont dincotro vine opinia”. La fel ca și alți bărbați din „noua generație”, Manoliu a fost afiliat cenaclului Criterion. A părăsit acest cenaclu în urma unui scandal public, izbucnit atunci când ziarul Credința l-a atacat pe gazda cenaclului Criterion Petru Comarnescu pentru homosexualitatea sa, preferând să i se alăture lui Sandu Tudor. El a pledat pentru moderație, deoarece foștii membri ai cenaclului Criteriului alunecaseră unii către politica de extremă dreapta și alții către politica de extremă stânga. Într-un articol din 1934, el oglindit toate „cămășile străine”, inclusiv uniformele brune ale nazismului și simbolurile roșii ale comunismului.
În jurul anului 1935 Manoliu s-a alăturat revistei literare cu orientare de stânga Azi, condusă de Zaharia Stancu, și, potrivit propriei mărturii, a condus-o singur până în 1937. Poziția sa apolitică a fost totuși ușor influențată de politica ortodoxistă a lui Nae Ionescu, filosoful de extremă dreaptă. În 1936 articolele publicate de Manoliu în ziarul Credința îl descriau pe Ionescu ca un lider al generației sale și o personalitate de proporții mitice. Un an mai târziu, Manoliu a apărat radicalismul politic al lui Ionescu împotriva acuzațiilor de filetism, definind națiunea și naționalismul ca o „comunitate a destinului”. În 1945, analizând acea perioadă, eseistul Eugen Ionescu a scris că Manoliu nu era „bun de nimic” și a fost „făcut reacționar” și „imbecilizat” de Nae Ionescu.
După ce a părăsit ziarul Credința în 1938, Manoliu s-a alăturat cotidianului Lumea Românească al lui Zaharia Stancu, ocupând timp de un an funcția de redactor al acestei publicații. Lumea Românească a fost în principal o tribună antifascistă, care a grupat scriitori cu orientări moderate de stânga și scriitori afiliați organizației clandestine Partidul Comunist din România (Geo Bogza, George Macovescu, Stephan Roll). După un scurt stagiu (1939-1940) la revista România a lui Camil Petrescu, a fost pe toată perioada celui de-al Doilea Război Mondial, până în 1944, redactor și colaborator literar frecvent la cotidianul Timpul. El a lucrat, de asemenea, ca redactor la reviste literare și politice precum Vremea, Discipolul, Convorbiri Literare și Familia.
Manoliu s-a întors la creația literară de ficțiune cu Moartea nimănui (1939), un roman despre degenerare morală, și Domnița Ralú Caragea (1939), o reconstituire istorică a faptelor domniței Ralu Caragea. În 1940 a scris o piesă istorică în șase acte, intitulată Io, Ștefan Voievod, care-l avea ca personaj central pe domnul Ștefan al III-lea al Moldovei și a fost publicată abia în 2006. În anul 1940 și-a susținut licența, după o lungă perioadă de întârziere, iar în anul următor a devenit membru al Societății Scriitorilor Români.

### Al Doilea Război Mondial și comunismul
După declanșarea Operațiunii Barbarossa în 1941, în care România a participat ca aliat al Germaniei Naziste, Manoliu a scris o serie de articole despre implicarea sovieticilor în masacrul de la Katîn, pentru care făptașii sovietici au refuzat mult timp să-și asume responsabilitatea. În 1943 el s-a alăturat lui Tudor, Noica, Anton Dumitriu, Benedict Ghiuș, Alexandru Elian, Alexandru Mironescu și altora într-un pelerinaj la Cernăuți, unde au discutat subiectul spiritualității ortodoxe. A mai scris Creangă (1944), o monografie a vieții scriitorului Ion Creangă cu scop de popularizare culturală.
În 1945 noul guvern dominat de comuniști i-a interzis lui Manoliu să mai publice pe o perioadă de cinci ani, acuzându-l că a scris „articole cu caracter antidemocratic”. Ceea ce a deranjat, în special, autoritățile a fost denunțarea de către el a masacrului de la Katîn. În perioada regimului comunist ce a urmat, Manoliu a fost concediat și a fost nevoit să lucreze ca tehnician dentar, după absolvirea unei școli de specialitate în 1951. El a fost, în cele din urmă, arestat în circumstanțe pe care nu a reușit să le clarifice, apoi a fost trimis cu domiciliu forțat în comuna Costișa din județul Neamț și reîncarcerat după ce a fost prins citind (în 1958) lucrarea filozofică Ispita de a exista a autoexilatului Cioran. Printre locurile unde a fost deținut s-a numărat Capul Midia, un lagăr de muncă forțată pentru Canalul Dunăre-Marea Neagră. El a făcut parte acolo dintr-o echipă de lucru care-i mai includea, printre alții, pe scriitorul Barbu Brezianu (cu care a rămas prieten apropiat), Oni Brătianu și Bani Ghica. În timpul domiciliului forțat la Costișa a scris pagini de jurnal, eseuri și piese de teatru, care încă nu au fost publicate. A trăit în sărăcie și a fost poreclit Arlechinul din cauza numeroaselor petice de pe hainele sale.
Ca urmare a faptului că i s-a interzis să publice scrieri literare proprii, Manoliu a devenit traducător, câștigând o mare apreciere în această calitate. Cel care l-a ajutat a fost, se pare, potrivit unor surse, scriitorul Zaharia Stancu, președintele Uniunii Scriitorilor din România, iar prima carte i-a fost oferită pentru traducere a fost romanul Muntele vrăjit al lui Thomas Mann, pe care a preluat-o de la Eugen Barbu. În 1967 a câștigat premiul Uniunii Scriitorilor din România pentru această traducere. A realizat apoi de unul singur o traducere a romanului Iosif și frații săi, care avea 1.220 de pagini. Printre alți autori pe care i-a tradus în limba română se numără Jacques Bainville, Adelbert von Chamisso, Pierre Corneille, Ferenc Körmendi, D. H. Lawrence, Johannes Linnankoski, Jack London și Jean Racine. A fost interesat de operele filozofice și a comentat scrierile lui Friedrich Nietzsche, Martin Heidegger și ale altora. Manoliu și-a petrecut ultimii trei ani din viață la Mogoșoaia și, traumatizat de sinuciderea soției sale, s-a izolat de propria familie.

## Romane și jurnale
Manoliu a alternat între eseu și roman, creând un amestec de ficțiune și eseistică cu înclinații metafizice. După cum observa istoricul literar George Călinescu, romanul său de debut cu tematică evreiască Rabbi Haies Reful, a cărui acțiune are loc într-un târg din Moldova la începutul secolului al XX-lea, este „confuz și liric”. Potrivit criticului Nicolae Florescu, în această lucrare și în unele dintre cele de mai târziu, Manoliu prezintă o frescă epică care pune în față în față toleranța românilor cu intoleranța străinilor și a minoritarilor.
Tezaur bolnav este inspirat de André Gide și se concentrează pe tinerețea intelectuală „gidiană”. După cum menționa criticul Ovid Crohmălniceanu, protagoniștii săi par „înclinați a-și pune mereu întrebări asupra sensului existenței”. Nicolae Florescu îl vede pe Manoliu ca fiind posedat de dorința de a-și declara gândurile și sentimentele sale cele mai intime, o „sinceritate împinsă pînă la ridicol”. În Moartea nimănui, stilul lui Manoliu îi este foarte îndatorat lui Gide, dar amintește mai ales de literatura proletară a lui George Mihail Zamfirescu și Carol Ardeleanu. Romanul, a cărui acțiune are loc în fabrica de zahăr de la Chitila și în azilurile de noapte pentru persoanele fără adăpost, urmărește soarta unor tineri intelectuali împinși către sărăcie și disperare și introduce un personaj homosexual pe nume Mortaru. Potrivit lui Călinescu, natura sa experimentală „înstrăinează pe cititor”. Această lectură este susținută de Crohmălniceanu, care notează: „frământarea speculativă nu e lipsită de dramatism, dar îi strică mult lirismul expunerii, prea puțin impersonal”.
Represiunea politică l-a îndepărtat pe Manoliu de activitatea sa de romancier, dar i-a permis să-și continue activitatea literară ca diarist. După cum remarca Florescu în 2008, opera sa memorialistică Jurnal de peregrin, ce datează din anii 1970, „oferă una dintre cele mai dramatice imagini asupra intelectualului aflat în anii senectuții, dominat de ideea eșecului și de conștiința sfîrșitului”, un „monolog banal plin de disperare și fără nici o posibilitate a evadării într-un trecut mult mai bogat”. Tot potrivit lui Florescu, aceste ultime lucrări marchează întoarcerea lui Manoliu la idolii săi timpurii, Ortega y Gasset și Mihai Eminescu.

## Opera
- Rabbi Haies Reful, roman, București, 1935;
- Tezaur bolnav, roman, București, 1936;
- Moartea nimănui, roman, București, 1939;
- Domnița Ralú Caragea, roman, București, 1939;
- Creangă, București, 1944.

### Traduceri
- Jacques Bainville, Istoria Franței, I-II, București, 1939;
- Jack London, Rebeliune pe Atlantic, roman, București, 1942;
- Adelbert von Chamisso, Extraordinara poveste a lui Peter Schlemil, București, 1956;
- Jean Racine, Teatru (doar Andromaca), pref. de Elena Vianu, București, 1959 (altă ed., 1997);
- Thomas Mann, Muntele vrăjit, pref. de Ion Ianoși, București, 1967 (ed. a II-a, 1969; altă ed., 1994);
- Johannes Linnankovski, Cântec despre învăpăiata floare roșie, pref. și tabel cronologic de G. Sbârcea, București, 1969;
- Thomas Mann, Iosif și frații săi, roman, vol. I-II, pref. de Marian Popa, București, 1977-1981.